# Sperrgebiet
Het begrip Sperrgebiet is afkomstig uit de Duitse taal. Het woord werd met name in de Tweede Wereldoorlog gebruikt door de Duitse bezetters om een gebied aan te duiden dat ontoegankelijk is gemaakt voor gewone burgers. Meestal gebeurde dit uit militaire overwegingen. Het Duitse woordenboek Der Große Duden kent het begrip en geeft er ook de betekenis van. Het omschrijft het als een Gebiet, das (wegen militärischer Übungen, Krankheiten, Seuchen o.ä.) für den gewöhnlichen Verkehr gesperrt ist. In Nederland - en met name in het westelijke deel ervan dat was gelegen aan de Noordzee - is men tijdens de Tweede Wereldoorlog daadwerkelijk met een dergelijk Sperrgebiet geconfronteerd. Aangezien Duitsland een invasie over zee vanuit Engeland verwachtte, ontwikkelde het Duitse leger een verdedigingslinie, de Atlantikwall, langs vrijwel de gehele Noordzeekust van Europa. Dit impliceerde dat in een groot deel van de gebieden die daaronder vielen, de bewoners gedwongen werden te evacueren naar het achterland. Hun woonplaats was deel van een Sperrgebiet geworden.
Ook een groot deel van het grensgebied tussen het voormalige Oost- en West-Duitsland werd wel aangeduid als  Sperrgebiet.